# Імпульсна перехідна функція

Приклад імпульсної перехідної функції.

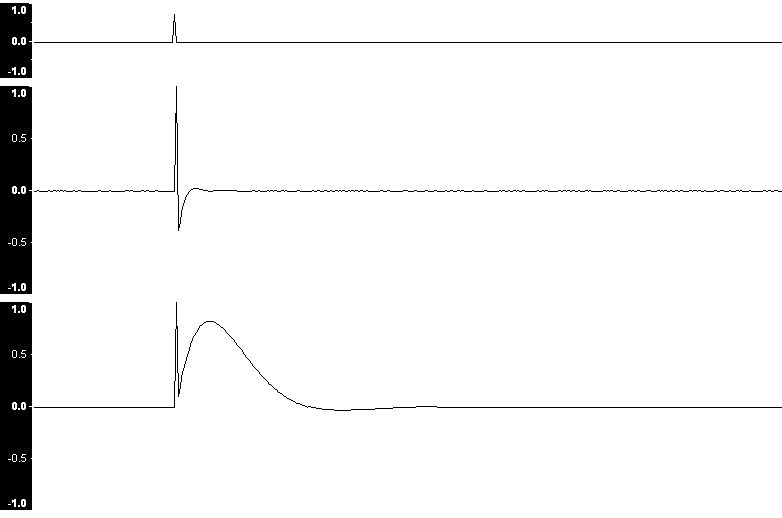
Імпульс у простих аудіосистемах. Показані початковий імпульс, реакція після підвищення високої частоти, і відповідь після підвищення низьких частот.

Імпульсна перехідна функція (вагова функція, імпульсна характеристика) (англ. Impulse response (IR), рос. Импульсный отклик) — вихідний сигнал  динамічної системи як реакція на вхідний сигнал у вигляді  дельта-функції Дірака. У цифрових системах вхідний сигнал являє собою простий імпульс мінімальної ширини (рівного періоду дискретизації для дискретних систем) та максимальної амплітуди. У застосуванні до фільтрації сигналу називається також ядром фільтра. Знаходить широке застосування в  теорії управління,  обробці сигналів та  зображень, теорії зв'язку та інших областях інженерної справи.

## Визначення
Імпульсною характеристикою системи називається її реакція на  одиничний імпульс при нульових початкових умовах.

## Властивості
Вихідний сигнал системи може бути отриманий як згортка його вхідного сигналу та імпульсної характеристики системи.
{\displaystyle y(t)=\int \limits _{-\infty }^{+\infty }h(\tau )x(t-\tau )d\tau },
або, у випадку цифрової системи
{\displaystyle y[n]=\sum \limits _{k=0}^{n}h[k]x[n-k],n=0,1,2,...}.
Для реалізації системи її імпульсна перехідна функція повинна задовільняти умові: h(t)=0 при t<0. У іншому випадку система не може бути реалізована: сигнал-відгук з'являється раніше вхідного сигналу.

## Практичне застосування
Даний термін часто запозичується для різних сфер, його основне походження - це обробка сигналів. Але його часто використовують у інших сферах щоб позначити те, як система реагує на вхідні дані, які були передані в неї.
Далі буде розглянуто декілька таких випадків.

### Цифрова обробка аудіо-сигналу (DSP)
В даному контексті імпульсний відгук (або. імпульс-респонс)  (IR) - це модель того, як система реагує на дуже короткий звук. Зберігається ця модель у вигляді .wav аудіофайлу. Створюється за допомогою відтворення і запису дуже короткого звуку (який власне і називають імпульс) довжиною буквально декілька семплів. Цей імпульс проганяється через систему, яку хочуть змоделювати, і результат записують у файл. 

#### Моделювання тону гітарних кабінетів
Гітарний тон пройшов довгий шлях еволюції і зараз типовий гітарний тракт виглядає ось так: гітара > (педаль ефектів) > підсилювач > кабінет (динамік(и) + корпус).
Щоб точно передати на цифровому записі гітарний тон, потрібно поставити мікрофон біля кабінету і зробити запис. Цей етап довгий трудомісткий і дорогий (тому що найменша зміна відстані чи кут нахилу мікрофону до кабінету впливає на звук). Підбір позиції мікрофону довготривалий, це впливає на фінальну ціну запису, додає складності до накопичення матеріалу, наприклад, для цілого альбому, бо найменше зміщення мікрофону впливає на результуючий гітарний тон. Тож звук гітари на першій пісні може бути іншим ніж на останній. Це небажаний результат подій.
Щоб полегшити і прискорити процес накопичення (записуй зараз, обирай звук потім) індустрія створила рішення аби точно передавати звук гітари без дорогого і великогабаритного обладнання. Імпульс-респонси є одним з клоючових аспектів цього рішення.
В даному контексті імпульсний відгук (IR) - це модель того, як гітарний кабінет впливає на гітарний звук з підсилювача. В плані частотних характеристик (еквалізація) так і просторових (реверберація). Тобто IR еквалізує та додає простір до звуку гітари.
Коли виробник створює IR для гітарного кабінету, наприклад для MARSHALL MX112R, він також обирає мікрофон, наприклад, Shure SM57. Тоді він підключає джерело імпульсу до підсилювача (вихід звукової карти) і записує результат через мікрофон (вхід тієї ж звукової карти). Потім зберігає запис у файл.
А далі звукорежисер використовує цифрові педалі, цифрові підсилювачі та завантажувачі імпульсних респонсів (напр. MIKKO2 від ML Sound Lab, NadIR від Ignite Amps) для створення того гітарного тону, який вдовольняє виконавця.
Ось декілька прикладів IRs для гітарного тону: Aachen Impulse Response Database, 7deadlysins Impulse Pack
Отже, в даному контексті імпульсний відгук це модель того що робить зі звуком гітарний кабінет та мікрофон, а також його відстань від кабінету. Еквалізує та додає простір до вихідного звучання.

#### Створення аудіо-ефектів
В DAW ця техніка використовується для створення ефекту реверберації. Для цього створюються аудіо файли, які називаються імпульсними відгуками (або. імпульс-респонсами) (IRs), які репрезентують певні властивості того чи іншого акустичного простору. Наприклад IR який репрезентує церковний хол (church hall) або студійну кімнату чи концертний зал. Далі ці файли завантажуються у спеціальний плагін в DAW (Convology XT від Impulserecord, REVerence від Steinberg чи MConvolutionEZ від Melda), який їх використовує як взірець для моделювання властивостей акустичного простору. Таким чином звук без реверберації (ехо) звучить з реверберацією. Ревербератори такого типу називаються конволюційні (чи згорткові) і відрізняються від алгоритмічних тим, що не містять алгоритмів для побудови ефекту, а використовують імпульс-респос файли (IRs).